# 格奧爾格·威廉·里奇曼

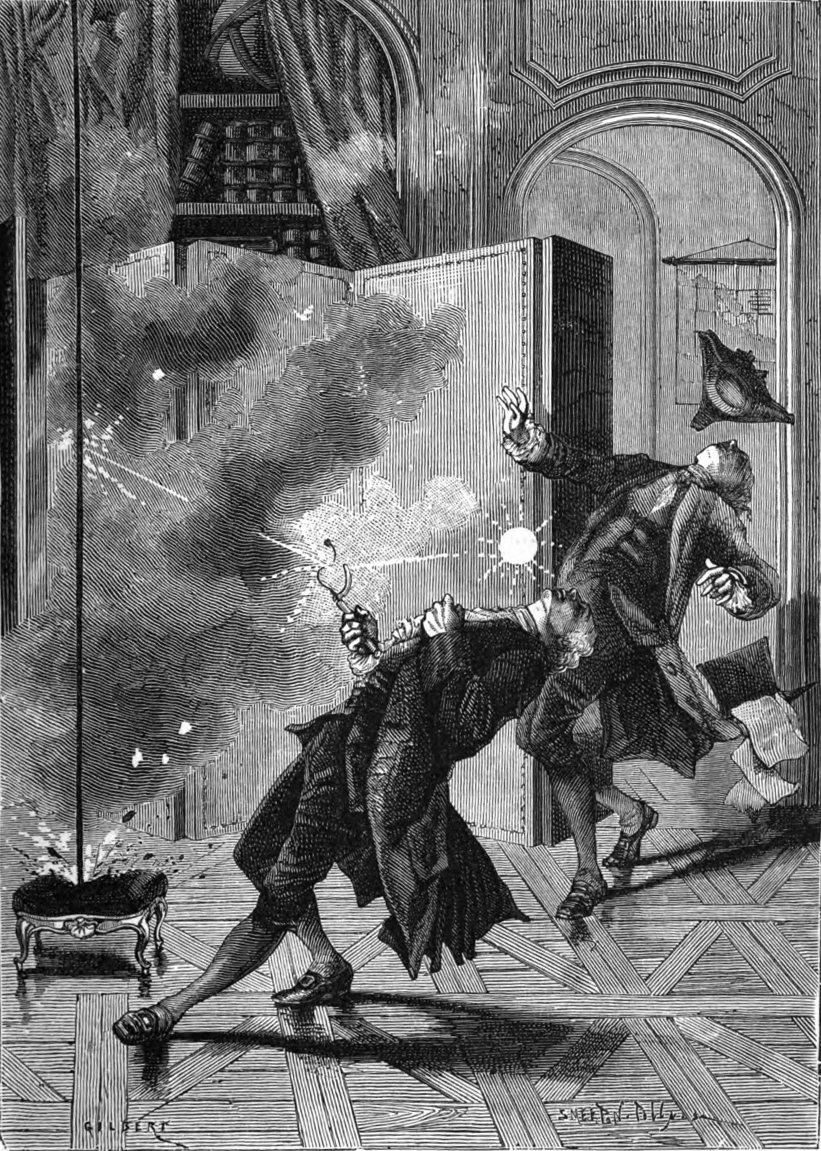
里奇曼和他的雕刻師在聖彼得堡觸電瞬間。

格奧爾格·威廉·里奇曼（德語：Georg Wilhelm Richmann，1711年7月22日—1753年8月6日）或翻譯為里赫曼、利赫曼，是一位住在俄羅斯帝國的德國物理學家。

## 生平
里奇曼生於當時受瑞典帝國統治的派爾努（大北方戰爭後歸俄羅斯帝國統治，今屬愛沙尼亞）一個波罗的海德国人家庭中。他出生前父親因為瘟疫死亡，母親再婚。早期他在日瓦爾接受教育，後來到屬於今日德國的哈雷和耶拿就讀大學。
1735年起里奇曼向聖彼得堡科學院提交论文，申请在科学院研究的资格。他得到了批准，在格奥尔格·沃尔夫冈·克拉夫特教授的指导下进行研究。1741年里奇曼被選為聖彼得堡科學院院士，1744年克拉夫特教授退休后，里奇曼继任理论和应用物理学教授。里奇曼是電氣和大氣電研究的先驅，並且進行熱量測定，他和米哈伊尔·瓦西里耶维奇·罗蒙诺索夫合作進行前述研究。里奇曼同時也擔任安德烈·奧斯特曼伯爵年幼子女的家教，並且將亚历山大·蒲柏的作品《论人》從法文翻譯成德文。

## 死亡
里奇曼在聖彼得堡為了進行大氣電學實驗時觸電死亡。里奇曼受到本傑明·富蘭克林的啟發，和羅蒙諾索夫一起進行大氣電的相關研究，並且在家中裝置了相關裝置。里奇曼死亡那天他正出席聖彼得堡科學院的會議，當他聽到雷聲時和他的雕刻師一起趕回家進行實驗。當實驗進行中一個球狀閃電出現，碰到了里奇曼的頭，使里奇曼死亡。里奇曼的屍體前額有一個紅點，鞋子開裂，衣服也有部分燒焦。觸電瞬間發生了爆炸將他的雕刻師彈開，房間的門架也碎裂，而且把房間門和鉸鏈分離了。驗屍報告指出，球狀閃電沿著儀器導電造成了里奇曼死亡。他可能是首位有明文記載、因進行電氣實驗而死亡的人物。

## 參考資料

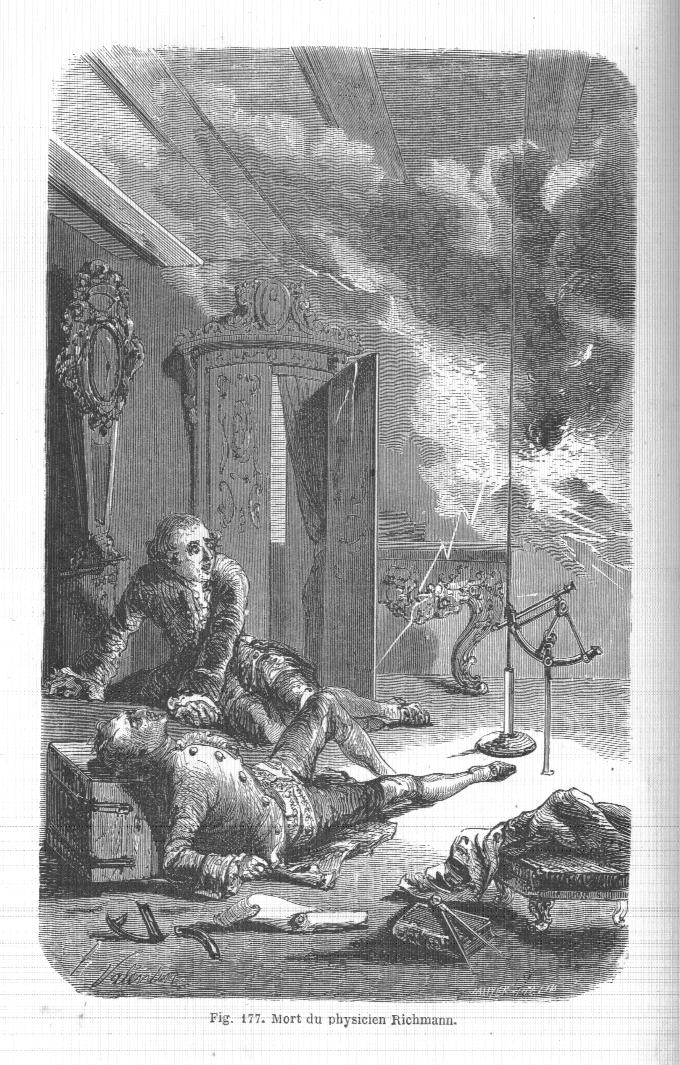
里奇曼遭到電擊死亡。

## 延伸閱讀
- L. Stieda: Richmann, Georg Wilhelm. In: Allgemeine Deutsche Biographie (ADB). Band 28, Duncker & Humblot, Leipzig 1889, S. 442–444.

## 外部連結
- http://www.rulex.ru/01170086.htm （页面存档备份，存于）
- Russia IC Georg Wilhelm Richmann （页面存档备份，存于）